# Pribaoutki
Les Pribaoutki (o cançons-joc) d'Ígor Stravinski van ser compostes l'any 1914 i estrenades a París el 1917. La tipologia de cançó russa dins la qual es podrien encabir és una de les més recurrents en la primera gran etapa compositiva de l'autor i, tot i que sovint passen desapercebudes a causa de les seues reduïdes dimensions al costat d'obres com L'ocell de foc o Les noces, són força representatives de l'estil stravinskià primerenc.

## Les peces[2]
Com el seu propi nom indica, el joc és l'element principal d'aquestes quatre peces per veu i vuit instruments (flauta, corn anglès/oboè, clarinet en si bemoll i en la, fagot, violí, viola, violoncel i contrabaix). Es tracta de paràfrasis de melodies infantils (o, si més no, que estan inspirades en elles) de caràcter modal on la sofisticació dels acompanyaments i la instrumentació mostren un sòlid estil compositiu que, tot i estar recolzat en allò popular, es troba fortament arrelat a l'avantguarda i la tradició culta.

### Kornílo
Aquesta peça està formada per dos grans blocs diferenciats principalment per les dualitats textura contrapuntística-melodia acompanyada i estatisme-dinamisme. La primera part, de 12 compassos, es caracteritza per la construcció del gruix que sustenta la veu mitjançant petites cèl·lules que es repeteixen cíclicament i que combinen diferents efectes articulatoris dels instruments que hi intervenen. La veu continua en la segona part amb el seu discurs senzill però amb un rerefons menys dens i amb major força motriu. Finalment, un increment de la dinàmica i l'aparició del timbre de l'oboè acompanyat del clarinet ens deixen un dels fragments més evocadors de l'obra.

### Natáska
En aquesta petita peça, també dividida en dues parts, la veu pren una preponderància imparable i constitueix el motor de l'acció musical, que roman constant des del principi fins al final. De manera general, la funció dels instruments en aquesta peça és la de crear una massa sonora que serveixi de base a la veu, transformant el que podria ser una simple melodia infantil en un quadre ple de colorit, tensió i ritme.

### Polkóvnik
En aquesta tercera peça els rols que havien adquirit els instruments canvien força. La veu, tot i mantenir-se molt present i articuladora del discurs, deixa pas a intervencions instrumentals de caràcter més solístic que, tot i ser molt breus, aporten un colorisme no només tímbric sinó també harmònic per la diversitat d'escales sobre les quals estan construïdes. L'aspecte rítmic continua sent fonamental i, de nou trobem un ostinato instrumental durant la major part de la peça que ens transmet aquesta idea del joc i el moviment en què es basa l'autor.

### Stáriets i záias
La darrera de les peces és la més llarga i la més complexa però recull molts dels elements bàsics de l'obra. Harmònicament és de les més reveladores de l'estil del compositor, ja que l'insistent bordó instrumental que acompanya els moments en què el clarinet fa de contrapunt solista a la veu, deixa palesa la crua sonoritat de les sèptimes majors i de les segones simultànies. Veiem aquí, de nou, la contraposició entre l'estatisme i el moviment, que ens remet al joc infantil.

## Característiques estilístiques[2]
Tot i que existeix una gran influència d'allò popular en Stravinsky, és perfectament comprovable que aquests elements no es presenten tal com ho fan en el seu estat primigeni, sinó que adquireixen un alt grau de sofisticació. Així trobem elements com el bordó (o a vegades l'ostinato) com a principal acompanyament de la melodia, el tractament de la veu i el recurs de l'heterofonia entre ella i altres instruments dotant-los d'una articulació i un tipus d'ornamentacions molt característiques i l'aprofitament del mateix ritme intern de les melodies, ja que són joc i impliquen moviment. Tots ells es serveixen d'una gran varietat de tècniques instrumentals i d'orquestració preses de la tradició culta mitjançant les quals es busca la fusió entre tradició i avantguarda.